# Grevillea yorkrakinensis
Grevillea yorkrakinensis är en tvåhjärtbladig växtart som beskrevs av Gardn.. Grevillea yorkrakinensis ingår i släktet Grevillea och familjen Proteaceae. Inga underarter finns listade i Catalogue of Life.